# Magdalena Michalak
Magdalena Michalak, właśc. Magdalena Alina Michalak-Szwarc (ur. 7 września 1960 w Łodzi) – polska dziennikarka, prezenterka telewizyjna oraz aktorka.

## Życiorys
W 1984 ukończyła studia na PWST w Warszawie. Zagrała m.in. w serialu telewizyjnym Pogranicze w ogniu oraz epizodyczne role w filmach, np. Kariera Nikosia Dyzmy.
Aktorstwo porzuciła dla telewizji, z którą związana była przez 26 lat. W latach 1993–2019 pracowała w Telewizji Łódź, gdzie zadebiutowała jako prowadząca poranny program Dzień Dobry, a następnie Łódzkie Wiadomości Dnia, które prowadziła do czasu odejścia z TVP w 2019. Pojawiała się również na ekranie ogólnopolskim jako prowadząca Monitor Wiadomości i boczne wydania Wiadomości. W latach 1999-2008 prowadziła relacje z obrad Senatu RP.
Zaangażowana w coroczną kwestę na rzecz Starego Cmentarza w Łodzi.
W 2023 otrzymała Medal 600-lecia Łodzi „za działania na rzecz rozwoju Łodzi przyznawane z okazji 600-lecia Miasta”.
Od stycznia 2024 ponownie prowadzi ŁWD, ale też pełni funkcję dyrektora łódzkiego oddziału TVP3.

## Filmografia
- 1984: Kobieta z prowincji – Celinka, córka Andzi
- 1984: Alabama – koleżanka Bożeny
- 1988–1991: Pogranicze w ogniu – Catherine, dziennikarka „Le Matin” (odc. 7 i 16)
- 1989: Gdańsk 39 – Maria Krzyszkowska, bibliotekarka na Westerplatte
- 2002: Kariera Nikosia Dyzmy – dziennikarka TV
- 2003–2005: Sprawa na dziś – prezenterka
- 2011–2012: Komisarz Alex – dziennikarka (odc. 4, 15, 18 i 24)